# مهرزاد مهروان
مهرزاد مهروان (زاده ۱۵ فروردین ۱۳۶۶ در تهران) یک بازیکن والیبال نشسته اهل ایران است كه به مدال طلاى تيمى واليبال نشسته ايران در بازی‌های پارالمپیک تابستانی ۲۰۱۶ و  بازی‌های پارالمپیک تابستانی ۲۰۲۰ دست يافته است.

## افتخارات
وی به همراه تیم ملی والیبال نشسته ایران برای شرکت در بازی‌های پارالمپیک تابستانی ۲۰۱۶ عازم ریودوژانیرو برزیل شد. و توانست با شکست بوسنی و هرزگوین در دیدار نهایی به مقام قهرمانی مسابقات و نشان طلا دست یابد.
ضمن اینکه او در بازی‌های پارالمپیک تابستانی ۲۰۲۰ این عنوان را نیز تکرار کرد.
- مدال طلای بازی‌های پارالمپیک تابستانی ۲۰۲۰
- مدال طلای بازی‌های پارالمپیک تابستانی ۲۰۱۶